# Hermann Heidegger
Hermann Heidegger, född 20 augusti 1920 i Freiburg im Breisgau, död 13 januari 2020 i Stegen, var en tysk historiker och officer. Han förvaltade kvarlåtenskapen från filosofen Martin Heidegger, som var hans (icke biologiske) far.